# Helmuth Liesegang

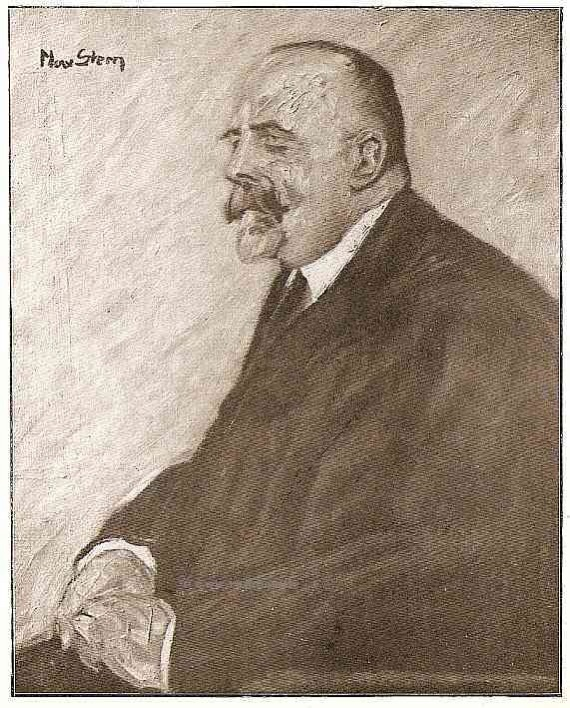
Helmut Liesegang.

Helmuth Heinrich Liesegang (Duisburg, 18 juli 1857 - Leipzig, 31 juli 1945) was een Duits kunstschilder. Hij werkte veel in België en Nederland en schilderde in de stijl van de Haagse School.

## Leven en werk
Liesegang was de zoon van een gymnasiumleraar. Hij werd opgeleid aan de Kunstacademie Düsseldorf, waar hij van 1883 tot 1893 studeerde bij onder andere Eugen Dücker. In 1885 reisde hij met Arthur Kampf naar Parijs, waar hij onder invloed kwam van de schilders van de School van Barbizon, in het bijzonder Jean-François Millet en Jules Bastien-Lepage. Ook bezocht hij Italië en Spanje. In 1891 richtte hij met Eugen Kampf, Heinrich Hermanns en zijn vriend Olof Jernberg de Düsseldorfse "Lucas-Club" op, later ondergebracht bij de "Freie Vereinigung Düsseldorfer Künstler", waar hij een stijl propageerde die het midden hield tussen het naturalisme en het impressionisme.
Van de late jaren 1880 tot aan de Eerste Wereldoorlog werkte Liesegang veelvuldig in Nederland en België, waar hij de stijl van de Haagse School adapteerde. Ook kwam hij onder invloed Max Liebermann, die hij in Katwijk aan Zee ontmoette, zich weerspiegelend in een licht palet met soms felle kleuraccenten. Hij schilderde typisch Hollandse stads- en dorpsgezichten, rivier- duin en strandgezichten en landschappen. Vaak werkte hij in Katwijk of in Dordrecht en omgeving. In zijn op latere leeftijd geschreven memoires herinnert hij zich, in de sfeer van zijn werken: "een dorpje bij Dordrecht, Gysenkerk, vond ik bijzonder mooi. Geheel door water omgeven lag het in grote eenzaamheid en spiegelde het zich met zijn kerkje in de stille vloed. 's Avonds om negen uur sliep iedereen, en de nachtwacht met zijn hoorn maakte een ronde door het dorp en blies de uren. Het moet de laatste nachtwacht geweest zijn".
Liesegang was lid van de Hollandsche Teekenmaatschappij. Hij werd meermaals onderscheiden, met name in zijn vaderland, onder andere met de Goethemedaille voor Kunst en Wetenschap en de Corneliusprijs. In 1945 overleed hij, 88 jaar oud. Zijn werk is onder andere te zien in het Katwijks Museum en het Museum Kunstpalast te Düsseldorf.

## Werken uit Nederland en België

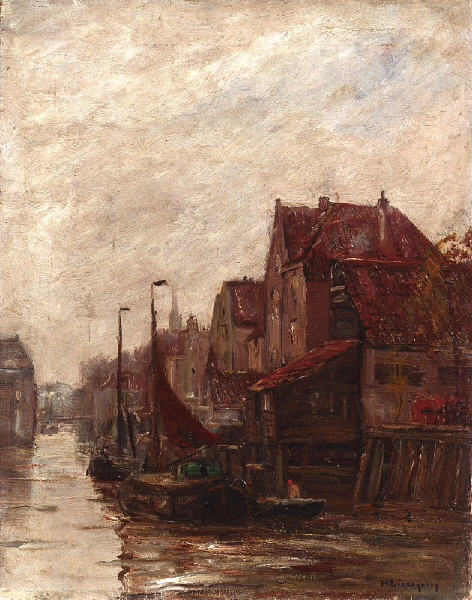
Belgische haven
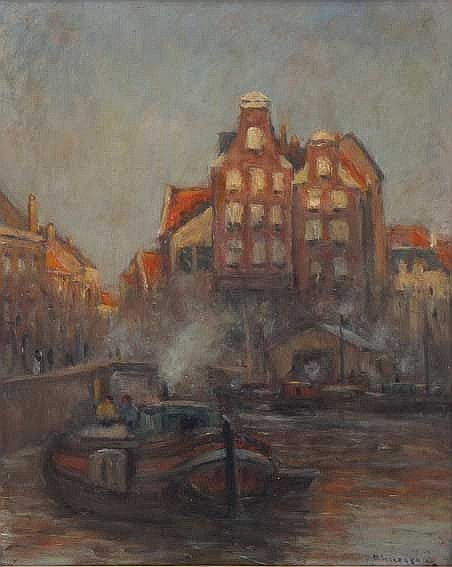
Oud Rotterdam. Huizen in de avondschemering
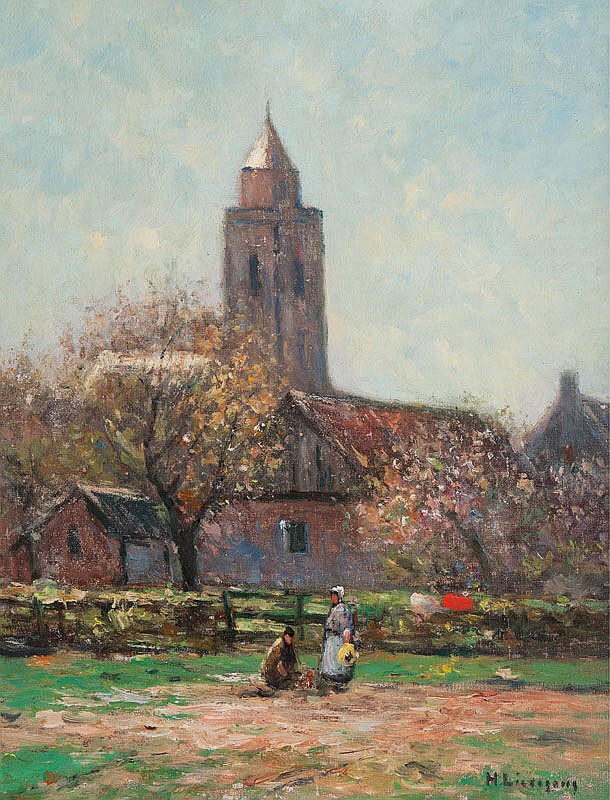
Lente
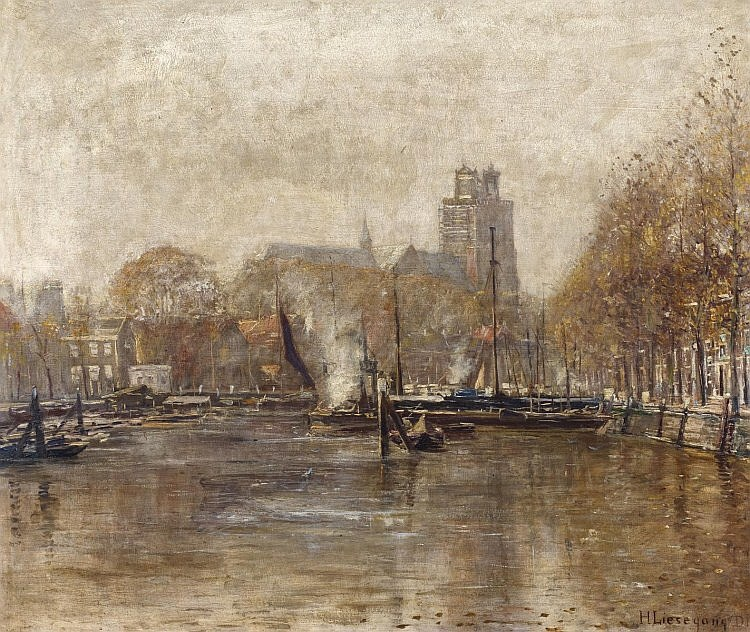
Nevelige herfstmorgen (Dordrecht)
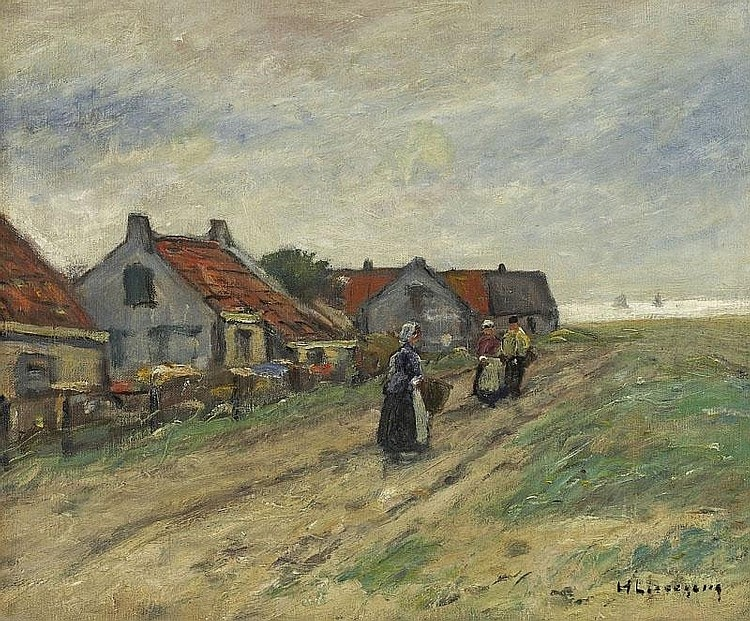
Vissershuisjes in de duinen
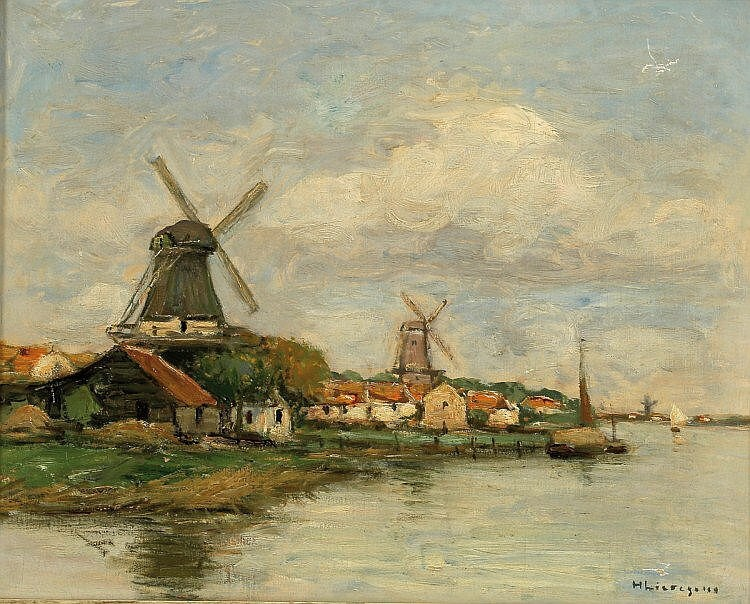
Molens aan een rivier
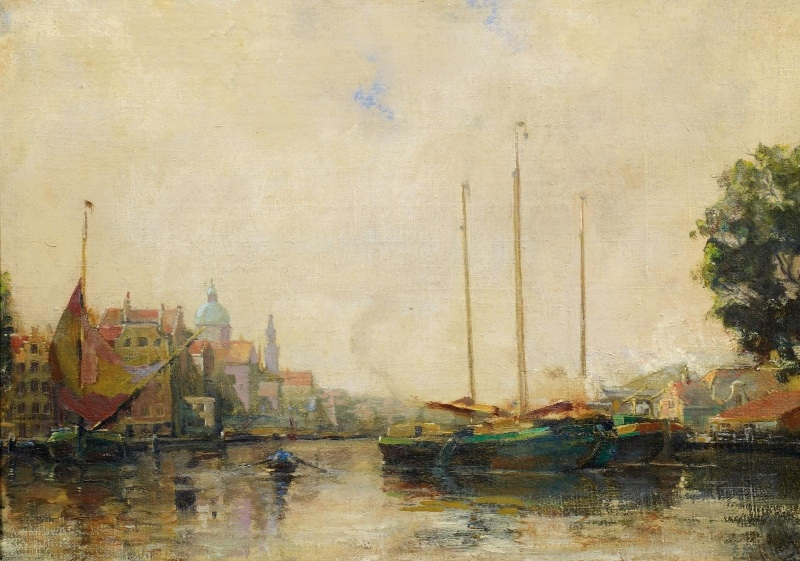
Haven in een Hollandse stad (Amsterdam)
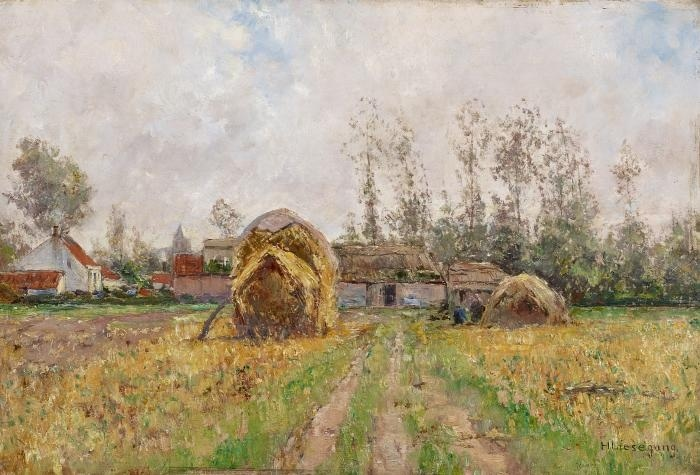
Hooiberg in de zon
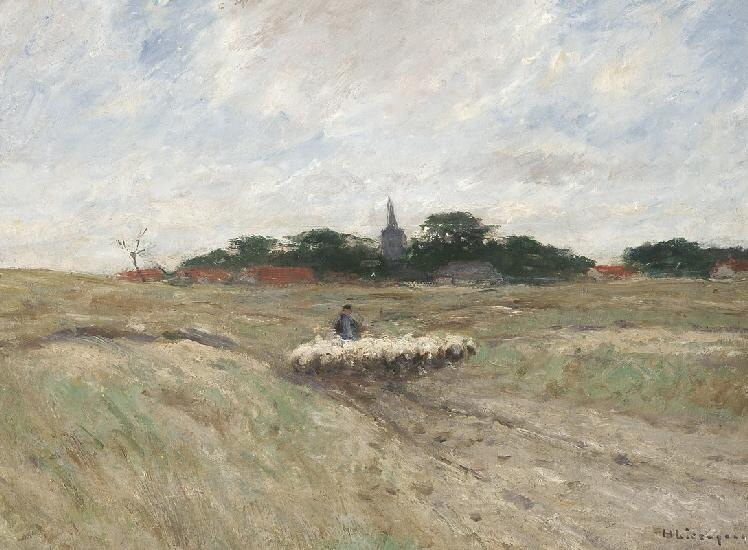
Schaapskudde in de duinen
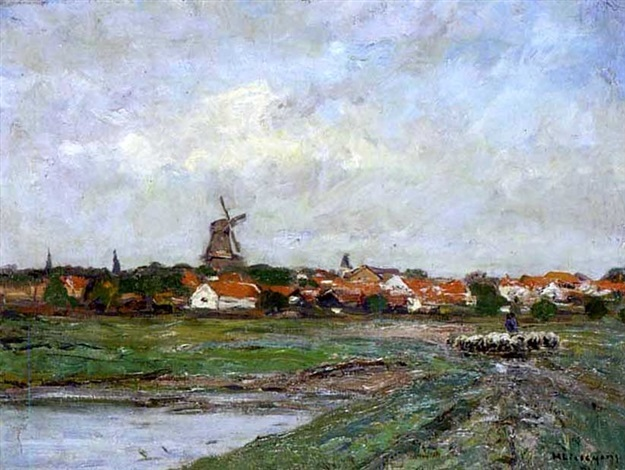
Hollands dorpslandschap